# Хартє
Хартє (хорв. Hartje) — населений пункт у Хорватії, в Загребській жупанії у складі громади Жумберак.

## Населення
Населення за даними перепису 2011 року становило 34 осіб.
Динаміка чисельності населення поселення:

## Клімат
Середня річна температура становить 9,87 °C, середня максимальна – 23,94 °C, а середня мінімальна – -5,92 °C. Середня річна кількість опадів – 1151 мм.
| Клімат поселення                              | Клімат поселення | Клімат поселення | Клімат поселення | Клімат поселення | Клімат поселення | Клімат поселення | Клімат поселення | Клімат поселення | Клімат поселення | Клімат поселення | Клімат поселення | Клімат поселення | Клімат поселення |
| Показник                                      | Січ.             | Лют.             | Бер.             | Квіт.            | Трав.            | Черв.            | Лип.             | Серп.            | Вер.             | Жовт.            | Лист.            | Груд.            |                  |
| Середній максимум, °C                         | 6,66             | 8,01             | 11,76            | 15,84            | 20,67            | 23,94            | 22,79            | 22,22            | 18,53            | 13,56            | 8,06             | 4,50             |                  |
| Середня температура, °C                       | 0,38             | 1,74             | 5,47             | 9,55             | 14,39            | 17,65            | 19,41            | 18,83            | 15,15            | 10,16            | 4,68             | 1,12             |                  |
| Середній мінімум, °C                          | −5,92            | −4,55            | −0,83            | 3,27             | 8,12             | 11,38            | 16,02            | 15,43            | 11,76            | 6,77             | 1,29             | −2,28            |                  |
| Норма опадів, мм                              | 56               | 62               | 81               | 93               | 94               | 124              | 111              | 112              | 111              | 110              | 112              | 85               |                  |
| Середньомісячна швидкість вітру, м/с          | 1.53             | 1.69             | 2.07             | 2.00             | 1.90             | 1.71             | 1.66             | 1.55             | 1.47             | 1.53             | 1.64             | 1.59             |                  |
| Середньомісячна сонячна радіація, кДж/м²·день | 4168             | 6876             | 10281            | 14630            | 18817            | 20469            | 21457            | 18426            | 13689            | 8656             | 4578             | 3387             |                  |
| --------------------------------------------- | ---------------- | ---------------- | ---------------- | ---------------- | ---------------- | ---------------- | ---------------- | ---------------- | ---------------- | ---------------- | ---------------- | ---------------- | ---------------- |
| Джерело:                                      |                  |                  |                  |                  |                  |                  |                  |                  |                  |                  |                  |                  |                  |